# Cierszewo (Białoruś)
Cierszewo – dawny zaścianek na Białorusi, położony w miejscu leżącym obecnie w obwodzie grodzieńskim w rejonie grodzieńskim.
W latach 1921–1939 Cierszewo należało do gminy Hoża w ówczesnym powiecie grodzieńskim województwa białostockiego.
Według Powszechnego Spisu Ludności z 1921 roku zaścianek zamieszkiwało 12 osób, wszystkie były wyznania rzymskokatolickiego i zadeklarowały polską przynależność narodową. Były tu 2 budynki mieszkalne.
Miejscowość należała do parafii świętych apostołów Piotra i Pawła w Hoży. Podlegała pod Sąd Grodzki i Okręgowy w Grodnie; najbliższy urząd pocztowy mieścił się w Hoży.